# Zavlaka
Zavlaka (cyr. Завлака) – wieś w Serbii, w okręgu maczwańskim, w gminie Krupanj. W 2011 roku liczyła 840 mieszkańców.